# キヅタ属
キヅタ属（キヅタぞく、木蔦属、学名：Hedera）はウコギ科の属の一つ。ラテン名のヘデラ (Hedera) と呼ぶことも多い。ブドウ科ツタ属のツタとは、別の目に属する。

## 特徴
ヨーロッパ、北アフリカ、アジアなどに分布し、日本にはキヅタが分布する。常緑のつる性植物で葉が美しいものがあり、観葉植物にされるものもある。繁殖は挿し木で行なう。
ツタには「他人の空似」が少なくない。秋に紅葉し、冬に落葉するツタはナツヅタ、常緑のキヅタは、フユヅタとも呼ばれる。ヤツデと同じウコギ科で、ヤツデに似て、五弁の花がかんざし状にかたまって咲く。

## 主な種
セイヨウキヅタ Hedera helix
原産地はヨーロッパ、北アフリカ、西アジア。かなり耐寒性があり、日本の暖地では屋外で越冬可能である。別名はアイビー (Ivy) 。また、単に「ヘデラ」というと本種を指すことが多い。
オカメヅタ H. canariensis
カナリア諸島原産。
キヅタ H. rhombea
日本に自生。